# Johann Christian Senckenberg

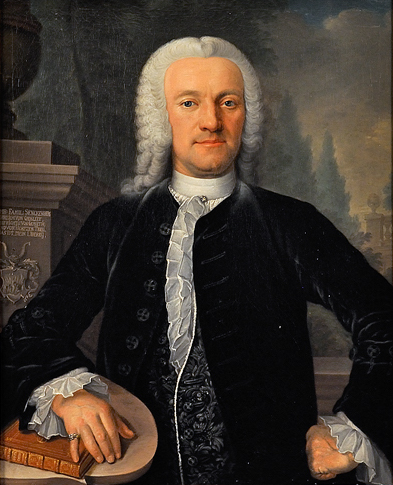
Porträt Senckenbergs von Friedrich Ludwig Hauck (1748)

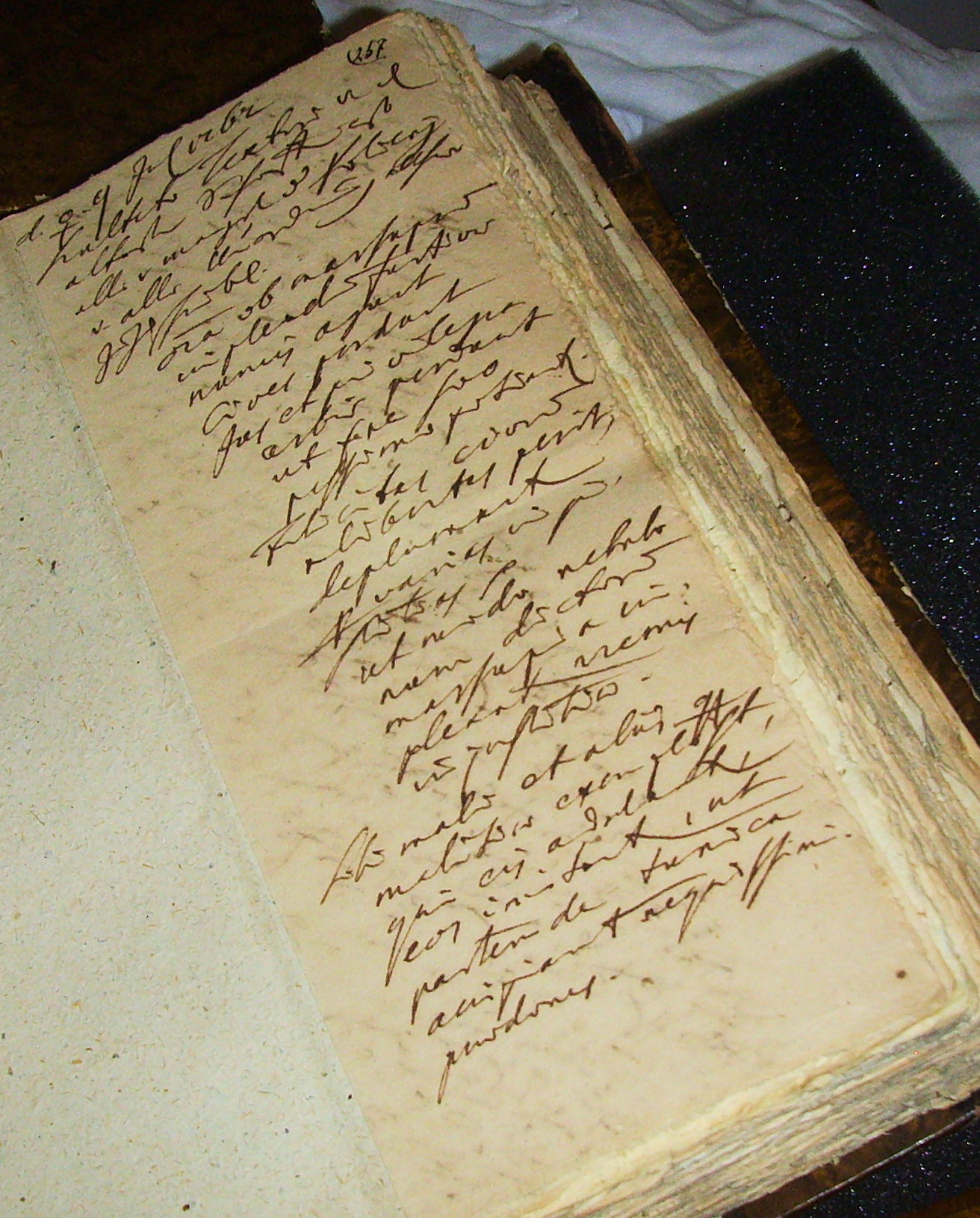
Senckenbergs Handschrift: Tagebuchseite vom 9. Juli 1762

Johann Christian Senckenberg (* 28. Februar 1707 in Frankfurt am Main; † 15. November 1772 ebenda) war ein deutscher Arzt, Stifter, Naturforscher und Botaniker. Nach seinem Studium war er in Frankfurt als Arzt tätig. Nachdem er dreimal geheiratet hatte und alle seine Ehefrauen und Kinder verstorben waren, widmete er sich seiner Stiftung. Als Begründer der Dr. Senckenbergischen Stiftung im Jahr 1763 legte er den Grundstein für das Bürgerhospital Frankfurt. Die Eröffnung des Hospitals konnte er nicht mehr erleben. Er starb 1772 bei einer Begehung des Baugeländes. Senckenberg ist heute unter anderem Namensgeber der Senckenberg Gesellschaft für Naturforschung und deren Instituten und Museen sowie der Universitätsbibliothek Johann Christian Senckenberg.

## Leben
Johann Christian Senckenberg kam am 28. Februar 1707 in der Frankfurter Hasengasse im Haus „Zu den Drei Kleinen Hasen“ zur Welt. Er war der zweitälteste Sohn des Frankfurter Stadtphysikus (Physikus primarius) Johann Hartmann Senckenberg (1655–1730) und seiner zweiten Ehefrau Anna Margaretha, geborene Raumburger (1682–1740). Er besuchte das städtische Gymnasium im ehemaligen Barfüßerkloster, 1719, als Senckenberg zwölf Jahre alt war, brannte im Großen Christenbrand, der schlimmsten Brandkatastrophe in Frankfurt bis zum Zweiten Weltkrieg, Senckenbergs Wohnhaus nieder. Der Wiederaufbau des Hauses brachte die Familie in finanzielle Schwierigkeiten. Obwohl Senckenberg vier Jahre später ein Stipendium in Höhe von 100 Gulden durch die Stadt bewilligt bekam, verzögerte sich sein Studienbeginn aufgrund der finanziellen Situation.
Senckenberg hospitierte in der Zwischenzeit dem Leitarzt des Adelsgeschlechts Solms und den Frankfurter Ärzten Büttner und Grambs. Sein Vater unterwies ihn in praktischer Heilkunde. 1730 konnte er sein Studium der Medizin an der Universität Halle aufnehmen. In Halle waren seine Lehrer unter anderem Friedrich Hoffmann und Georg Ernst Stahl. Im Juli 1731 musste er das Studium in Halle abbrechen. Der tiefgläubige Senckenberg war vom Theologen Johann Konrad Dippel beeindruckt; er verwickelte sich in theologische Auseinandersetzungen und verweigerte Abendmahl und Kirchgang. Er hatte sich aber bereits früh vom Staatskirchentum abgewandt und stand in Kontakt mit Pietisten, Inspirationsgemeinden und Herrnhutern. In Halle lernte er die wohltätigen Anstalten von August Hermann Francke, unter anderem ein Waisenhaus und ein Krankenhaus, kennen.
Senckenberg kehrte daher im Frühjahr 1732 nach Frankfurt zurück und praktizierte dort ohne Approbation als Arzt. Nachdem er unter psychischen Problemen gelitten hatte, half ihm 1737 sein älterer Bruder Heinrich Christian Senckenberg, seine Promotion an der Georg-August-Universität Göttingen nachzuholen. Unter dem Vorsitz Albrecht von Hallers befasste er sich in seiner Dissertation mit der Heilkraft des Maiglöckchens (De Lilii convallium eiusque inprimis baccae viribus.: „Über die Heilkraft der Beeren des Maiglöckchens“). In den folgenden Jahren engagierte sich Senckenberg als „Physicus extraordinarius“, ab 1755 als „Physicus ordinarius“ für das öffentliche Gesundheitswesen Frankfurts.

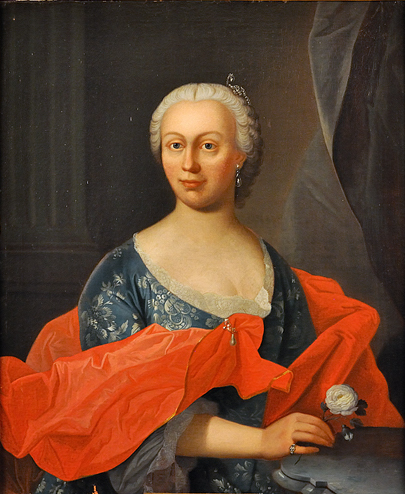
Senckenbergs zweite Ehefrau

Nach dem Tod seiner Mutter im Jahr 1740 heiratete Senckenberg 1742 die Juwelierstochter (Joh-)Anna Rebecca Riese. Im gleichen Jahr legte er den Bürgereid ab. Die beiden waren als Kinder Nachbarn gewesen und kannten sich seitdem. Am 26. Oktober 1743 verstarb Riese nach der Geburt der gemeinsamen Tochter an Kindbettfieber. Die Tochter Anna Margarethe Senckenberg verstarb 1745 an Hirnhautentzündung. Bereits 1744 heiratete Senckenberg erneut. Seine zweite Ehefrau, Katharina Rebecca von Mettingh, war eine Freundin von Senckenbergs erster Frau gewesen. Sie verstarb 1747 ebenso wie der im Juni 1747 geborene Sohn an Tuberkulose. 1754 heiratete Senckenberg ein drittes Mal. Die Ehe mit Antonetta Elisabetha Ruprecht verlief allerdings nicht gut, und ab 1756 lebten sie getrennt. Ruprecht litt an Krebs. Senckenberg behandelte sie auch nach der Trennung, sie verstarb allerdings Ende 1756.
Nach dem Tod seiner drei Ehefrauen und seiner Kinder entschloss er sich, sein gesamtes Vermögen pro bono publico patriae zur Verfügung zu stellen. Als Grund für die Stiftung nannte Senckenberg die „Ermangelung ehelicher Leibes-Erben“ und die Liebe „zu meinem Vaterland“. Zweck der Stiftung sollte die „bessere Gesundheits-Pflege hiesiger Einwohner, und Versorgung der armen Kranken“ sein. Das Stiftungsvermögen von 95.000 Gulden entstammte teilweise dem Erbe von Anna Rebecca Riese, doch auch als Arzt hatte er ein Vermögen erwirtschaftet.
Senckenberg legte fest, dass ein „Collegium medicum“ aus Frankfurter protestantischen Ärzten die Erben des Stiftungsvermögen waren, vier Stadtärzte wurden Testamentvollstrecker. Die Zinsen des Stiftungskapitals sollten zu zwei Dritteln zur Förderung der Heilkunde verwendet werden, dienten allerdings anfangs für die Unterhaltung des Senckenbergischen Wohnhauses, das – mit Bibliothek und Sammlung ausgestattet – das Stiftsgebäude war. Das dritte Drittel sollte zur Pflege bedürftiger Ärzte und Kranken dienen. 1765 rundete Senckenberg das Stiftungsvermögen auf 100.000 Gulden auf. Er beschränkte den Stiftungsrat stark und übertrug seinem älteren Bruder und dessen Nachkommen Mitspracherecht in der Stiftungsadministration. Die Stiftung wurde Dr. Senckenbergische Stiftung genannt und nahm als Siegel das Wappen der Familie Senckenberg, ein brennender Busch, mit der Inschrift Fundatio Senckenbergiana amore Patriae: Senckenbergische Stiftung aus Liebe zur Vaterstadt.

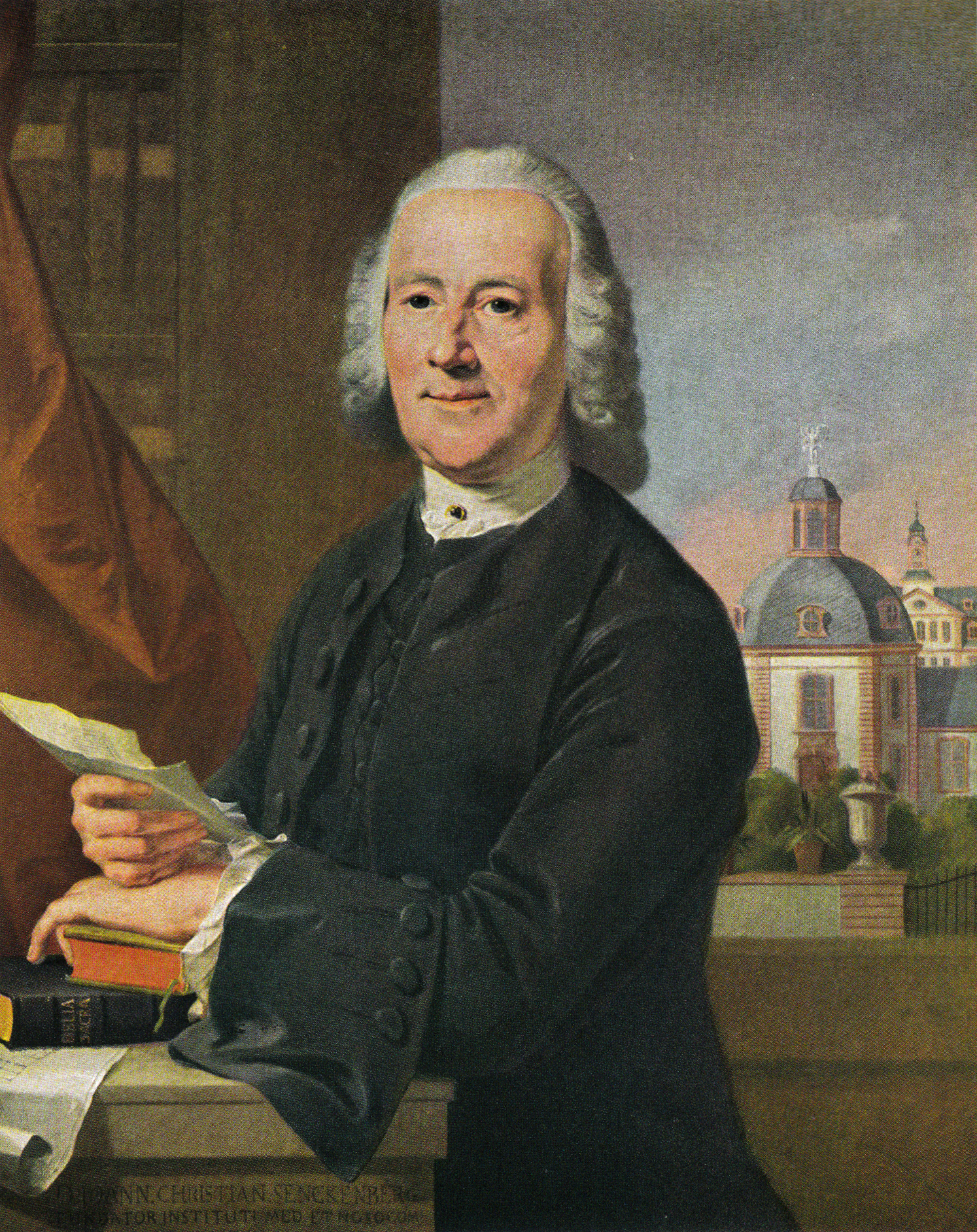
Johann Christian Senckenberg, Gemälde von Anton Wilhelm Tischbein, 1771/72

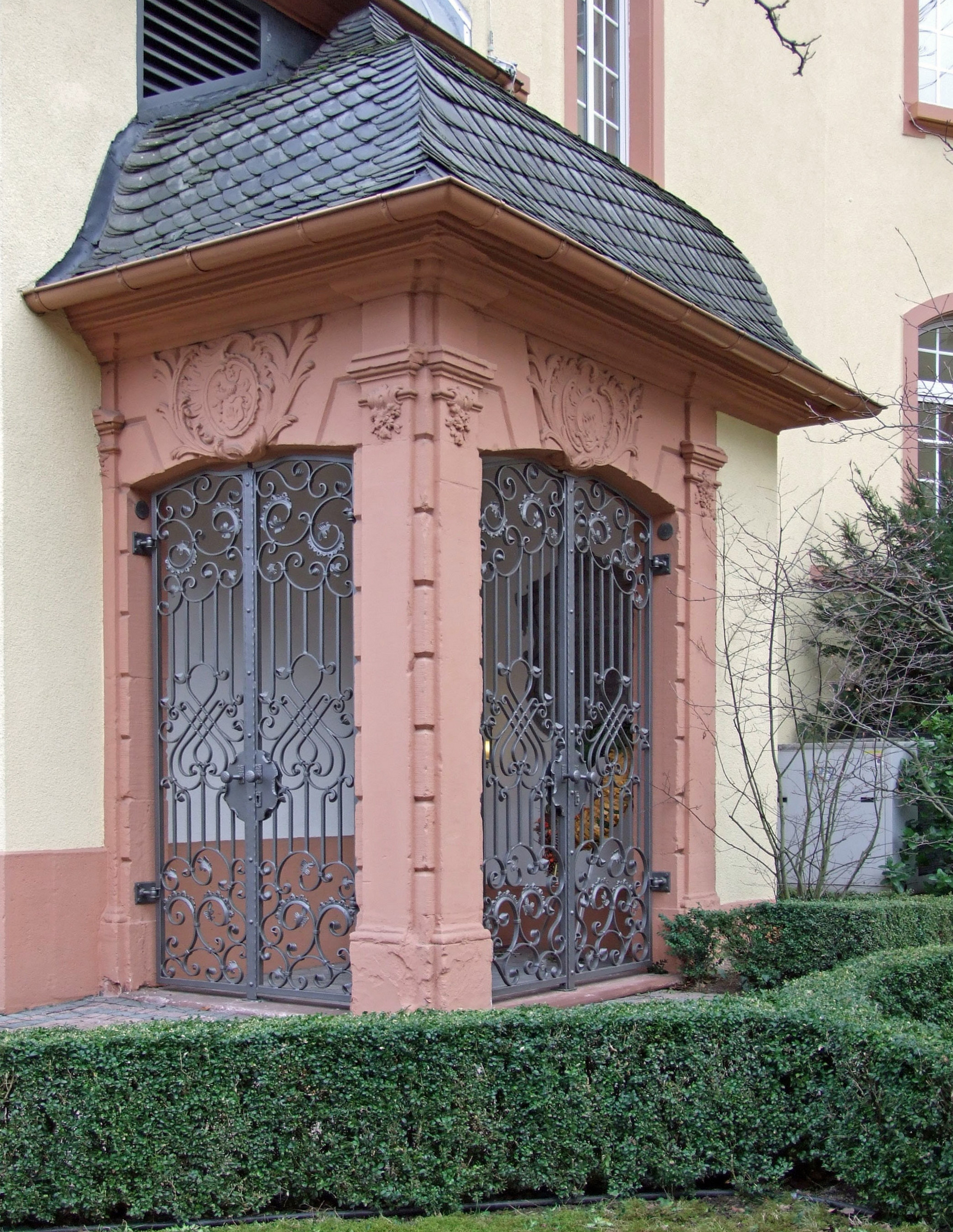
Grab am Bürgerhospital

Senckenberg hatte bereits Pläne, ein Gebäude am Stadtrand mit Garten, Labor, botanischem Garten und Gewächshaus zu errichten. 1766 erwarb Senckenberg für 23.000 Gulden ein drei Hektar großes Grundstück am Eschenheimer Tor. Das Gebäude wurde ab 1767 zum Stiftungssitz und Wohnhaus Senckenbergs. Am 9. Juli 1771 legte Senckenberg den Grundstein für das Frankfurter Bürgerhospital. Bei einer Inspektion des Baus stürzte Senckenberg am 15. November 1772 vom Baugerüst der Kuppel des Hospitals und verstarb. Am 17. November wurde er in dem von ihm gestifteten „Theatrum anatomicum“ öffentlich seziert, obwohl er testamentarisch eine Sezierung abgelehnt hatte. Als Todesursache wurde eine Halswirbelsäulenfraktur mit aufsteigender Blutung im Rückenmarkskanal angegeben. Senckenbergs Neffe Renatus Karl von Senckenberg vermerkte in einem Bericht über Senckenberg: „Ganz Frankfurt bedauerte seinen Verlust“. Am 18. November 1772 trugen Frankfurter Chirurgen in Begleitung von Renatus von Senckenberg sowie Stiftungsadministration und weiteren Trauergästen den Sarg Senckenbergs zur Gruft am Stiftsgebäude.
Senckenberg verfasste bereits in seinem Studium Tagebücher. Insgesamt 53 Tagebuchbände und 600 Mappen mit weiteren Aufzeichnungen befinden sich heute in der Universitätsbibliothek Johann Christian Senckenberg. Insgesamt liegen 40.000 Seiten vor. Aufgrund seiner schwer lesbaren Handschrift, einer Mischung aus Deutsch, Frankfurterisch, Latein, Griechisch, Französisch und Englisch sowie zahlreichen eigenen Abkürzungen ist das Lesen und Transkribieren der Tagebücher sehr schwer. Die Universitätsbibliothek Johann Christian Senckenberg hat die Tagebücher digitalisiert und stellt sie online zur Verfügung.

## Senckenberg als Namensgeber

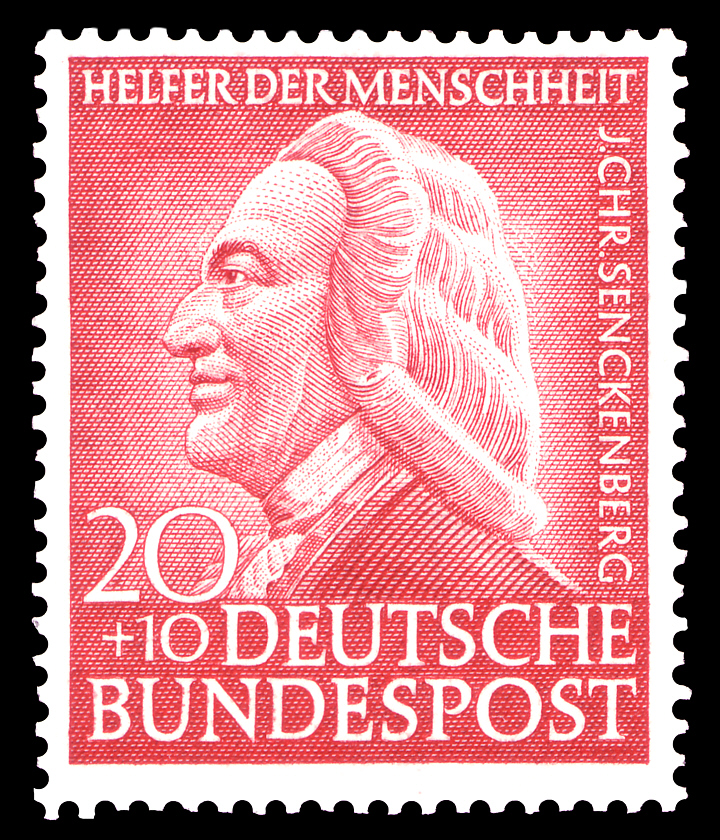
Westdeutsche Briefmarke (1953) der Serie Helfer der Menschheit

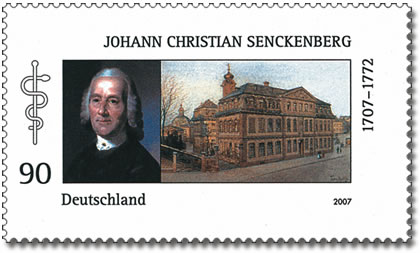
Briefmarke (2007) zum 300. Geburtstag

- Dr. Senckenbergische Stiftung. Senckenbergs Stiftung
- Senckenberg Gesellschaft für Naturforschung. Eine von der Stiftung unabhängige Gesellschaft, die 1817 gegründet wurde. Von der Gesellschaft eingerichtet sind:
  - Forschungsinstitut Senckenberg
  - Senckenberg Naturmuseum
  - Senckenberg Museum für Naturkunde (Görlitz)
  - Senckenberg Naturhistorische Sammlungen Dresden
  - Senckenberg Deutsches Entomologisches Institut
  - Senckenberg (Schiff)
- (207687) Senckenberg, ein Asteroid, entdeckt von Amateurastronomen des Physikalischen Vereins, einem Nachfolgeverein der Senckenberg-Gesellschaft.
- Universitätsbibliothek Johann Christian Senckenberg
- Die Pflanzengattung Senckenbergia G.Gaertn., B.Mey. & Scherb. aus der Familie der Kreuzblütler (Brassicaceae) ist nach ihm benannt.[5]